# Ancud
Ancud ist eine Stadt im Süden Chiles. Sie liegt auf Chiloé, der zweitgrößten Insel des Landes, und hat 28.265 Einwohner (2017).

## Geografie
Die Stadt liegt am Kanal von Chacao im Norden von Chiloé. Durch sie führt die Panamericana.
Das dort vorherrschende Klima ist mild, aber außerordentlich feucht. Regen kommt überaus häufig vor, es fallen jährlich 2035 mm.

## Geschichte

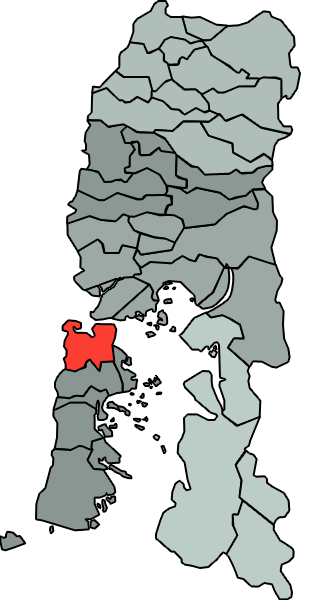
Ancud in der Region Los Lagos

Vor den Spaniern lebte schon das Volk der Huilliche auf Chiloé. Im Jahre 1540 erkundete Alonso de Camargo die Küstenlinien der Insel vom Schiff aus. Erstmals betreten wurde die Insel am 8. November 1553 von Francisco de Ulloa.
Am 20. August 1768 wurde Ancud von Gouverneur Carlos de Berengue als „San Carlos“ gegründet und von den Spaniern als Festung zur Kontrolle der Schifffahrt von und nach Kap Hoorn ausgebaut. 1787 wurde mit dem Camino de Caícumeo die erste Landverbindung zu dem 88 km entfernten Castro angelegt, und bei dem ersten Stadtbrand fielen 1794 zahlreiche Gebäude in der Nähe der Festung den Flammen zum Opfer. 1788 wurde Ancud die Hauptstadt der Provinz und der Insel Chiloé.
Die Stadt blieb auch lange nach der chilenischen Unabhängigkeit in spanischer Hand. 1820 wurde sie von Lord Cochrane und 1824 von General Freire vergebens angegriffen. Im Januar 1826 eroberten chilenische Truppen beim Freires zweiten Versuch die Stadt Ancud von den Spaniern.
Im Jahre 1840 wurde Ancud Bischofssitz.
Am 21. September 1843 reiste die Brigg Ancud von Ancud aus nach Südchile zwecks Annexion der südlichen Gebiete um die Magellanstraße. Geleitet wurde die Reise von John Williams Wilson in Begleitung von Bernhard Eunom Philippi Krumwiede, der später auch die Besiedlung um Puerto Montt mit deutschen Einwanderern organisierte. 1879 fielen 500 Häuser, die Kathedrale sowie alle Verwaltungsgebäude einem weiteren Stadtbrand zum Opfer. 1895 begann mit der Ankunft von sieben Familien aus Deutschland die deutsche Besiedlung der Gegend.
Am 1. Januar 1900 wurde die neue Kathedrale eingeweiht, 1912 die 88 km lange Bahnlinie nach Castro. 1924 zählte die Stadt 4295 Einwohner und verfügte über 8 Grundschulen, eine deutsche Oberschule (Colegio alemán) und eine Berufsschule, und 1926 lebte der chilenische Schriftsteller Pablo Neruda in Ancud. Mit der Inbetriebnahme der Eisenbahnlinie von Santiago de Chile nach Puerto Montt (1905) sowie der Eröffnung des Panamakanals (1914) ließ die wirtschaftliche Bedeutung der Stadt erheblich nach, nachdem sie Ende des 19. Jahrhunderts dank der Entwicklung der Forstwirtschaft und der Holzverarbeitung auf Chiloé einen deutlichen Aufschwung genommen hatte.
Am 22. Mai 1960 wurde Ancud von einem schweren Erdbeben mit anschließendem Tsunami stark zerstört. Dem Beben fielen unter anderem die Kathedrale zum Opfer, die später in verkleinerter Form wieder aufgebaut wurde, sowie der Bahnhof und die Eisenbahnlinie nach Castro.

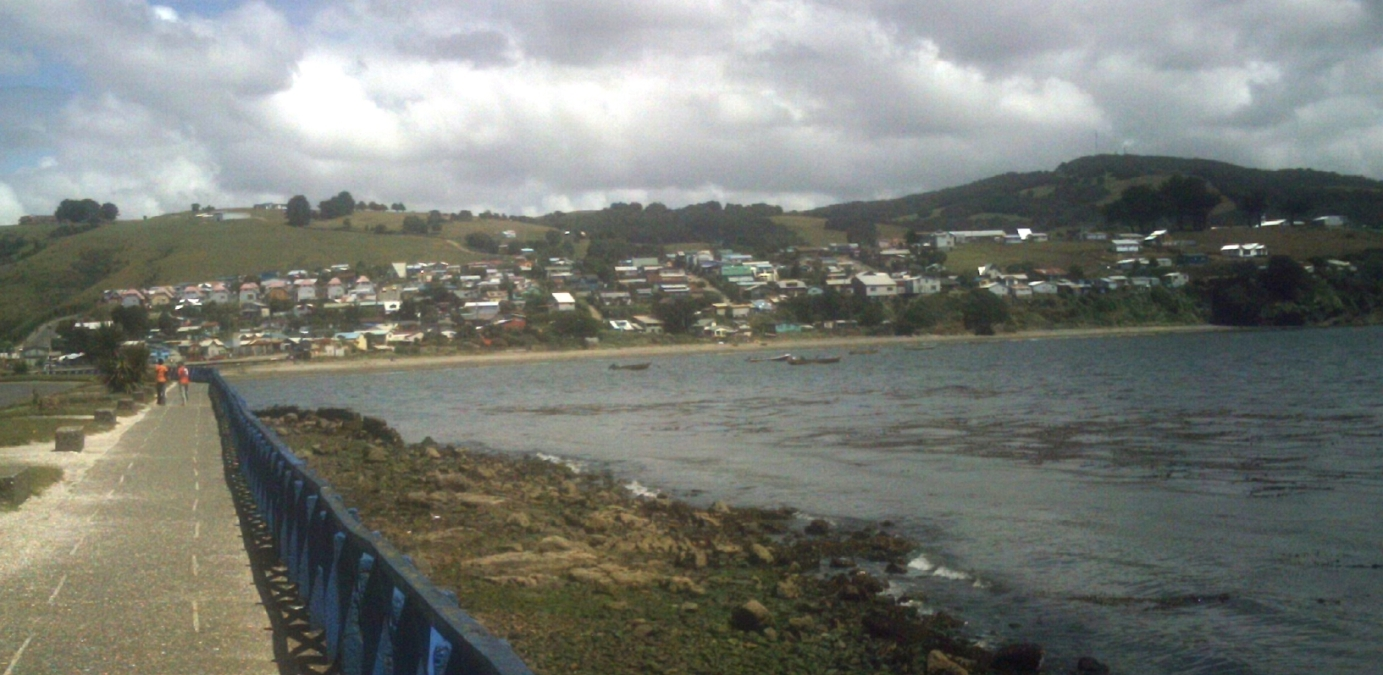
Teilansicht von Ancud

Ancud war ab 1788 die Hauptstadt Chiloés, musste diese Position allerdings 1982 an die Stadt Castro abtreten.

## Wirtschaft

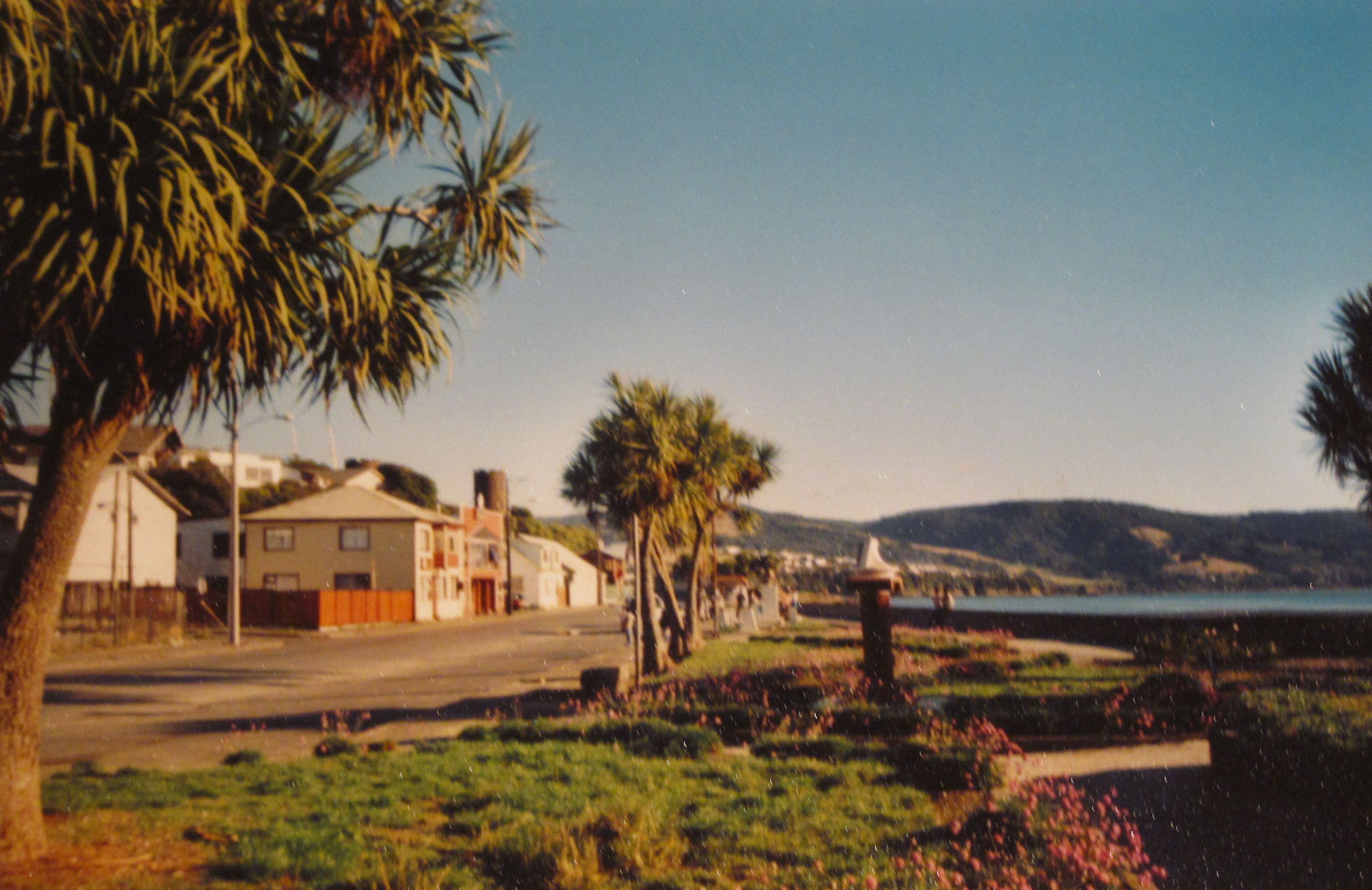
Avenida Salvador Allende

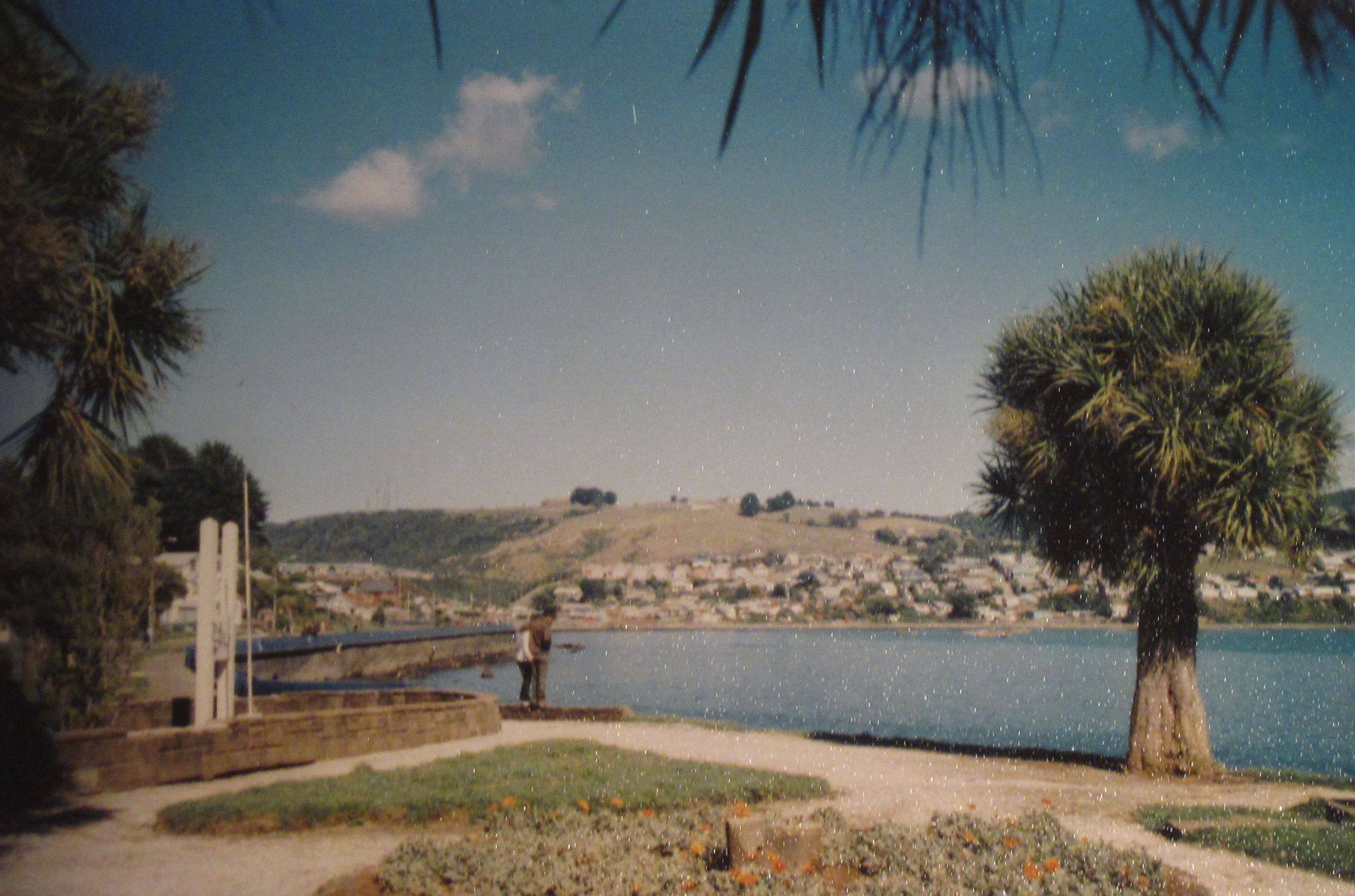
Avenida Salvador Allende

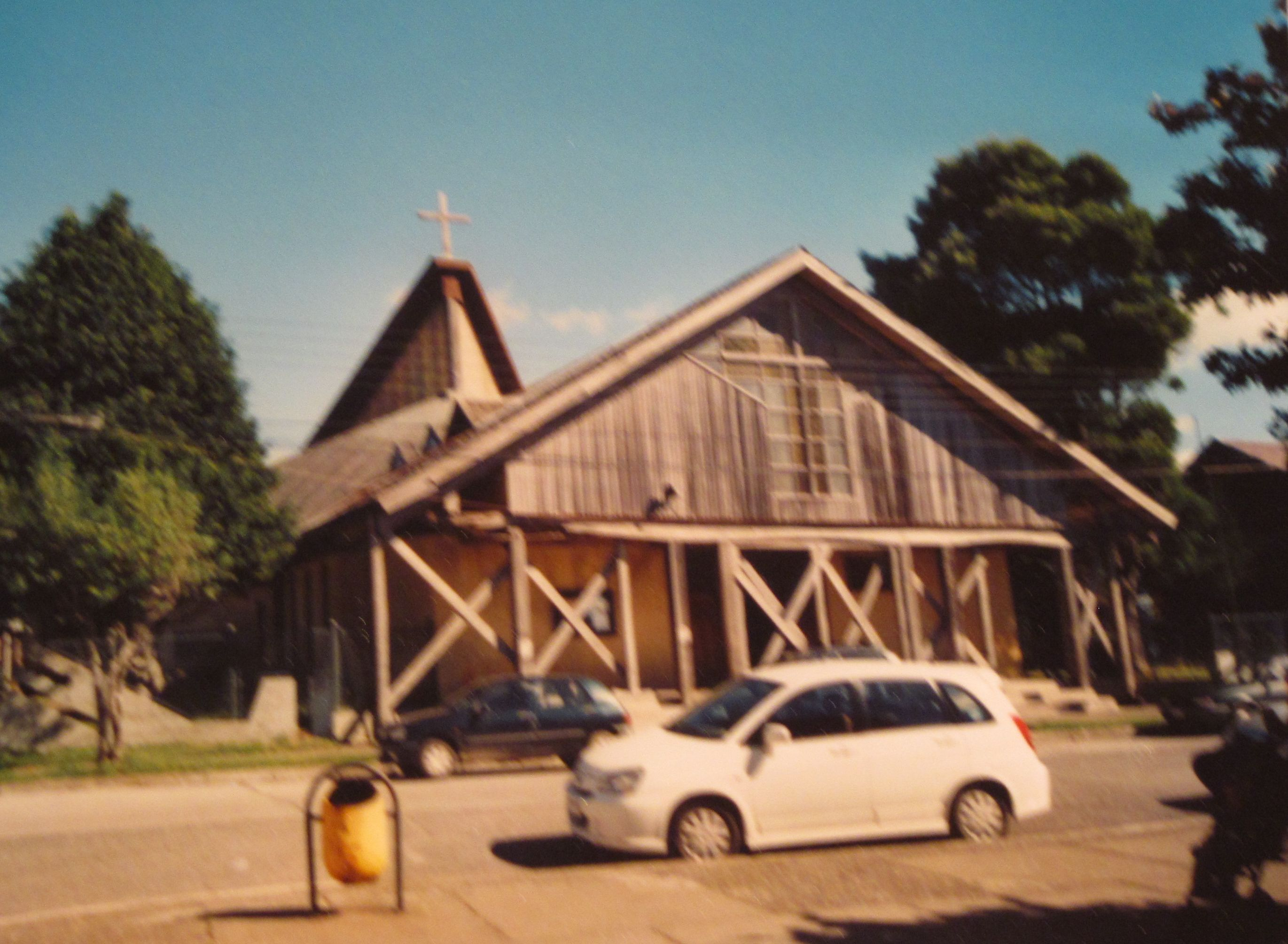
Kathedrale

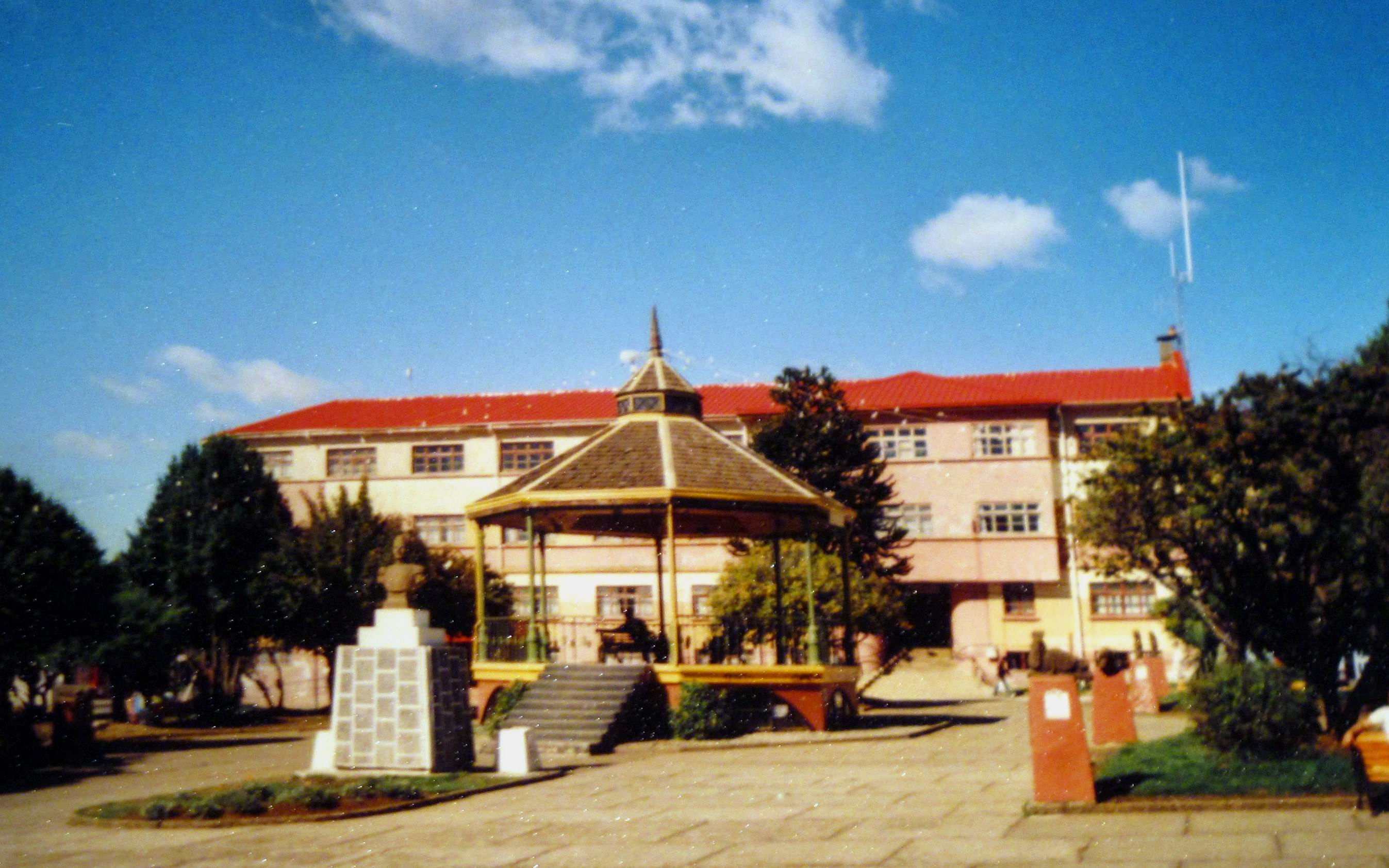
Plaza de Armas mit Rathaus

Ancud lebt hauptsächlich vom Tourismus, der Fischerei und der Landwirtschaft.

## Sehenswürdigkeiten
- Die alte spanische Festung Fuerte San Antonio, 1770 errichtet, ist mit ihren Kanonen und der schönen Aussicht auf die Stadt ein viel besuchtes Touristenziel. Auf ihr wehte bis zum 19. Januar 1826 die spanische Flagge.
- Im „Museo Regional Aurelio Bòrquez Canobra“ kann man die Geschichte der Stadt erkunden. Im Hof des Museums ist eine Nachbildung des Schiffes "Ancud" zu sehen, das 1843 von Ancud aus zur Magellanstraße startete.
- Die Kathedrale an der Plaza de Armas, die nach der Zerstörung durch das Erdbeben von 1960 in verkleinerter Form wieder aufgebaut wurde, ist Sitz der Diözese Ancud.
- Auf der Plaza de Armas, dem belebten Hauptplatz der Stadt, ist neben gepflegten Grünanlagen und einem Musikpavillon ein Denkmal für die Feuerwehrleute sehenswert. An der Plaza befindet sich auch das Gebäude der Stadtverwaltung (Municipalidad). Die sehr belebte Calle Pudeto, die Hauptgeschäftsstraße der Stadt, führt von der Plaza vorbei an der ebenfalls besuchenswerten Markthalle zum Hafen und zur Uferpromenade.
- Besuchenswert ist auch die Uferpromenade Avenida Salvador Allende mit mehreren Denkmälern und gepflegten Grünanlagen. Von hier bietet sich ein schöner Blick auf die Stadt und ihre Umgebung.
- In der Straße Calle F. Errázuriz ist die Kirche Iglesia San Francisco sehenswert.

## Umgebung
An der Küste und den Fjorden kann man viele Seevögel beobachten.
Der kleine Ort Punihuil ist wegen seiner Kolonie von Humboldt-Pinguinen bekannt. Auf den kleinen vorgelagerten Inseln Islotes de Punihuil, die insgesamt 8,64 ha groß sind, nisten von Mitte September bis Mitte März Magellan- und Humboldtpinguine.
Die Festung Fuerte Ahui, heute eine Ruine, wurde 1779 erbaut und 1796 erweitert. Bis 1826 wurde sie genutzt. In ihr sind z. B. das Pulvermagazin und 14 Kanonen erhalten.